# Hypericum albiflorum
Hypericum albiflorum är en johannesörtsväxtart som först beskrevs av Hub.-mor., och fick sitt nu gällande namn av N.Robson. Hypericum albiflorum ingår i släktet johannesörter, och familjen johannesörtsväxter. Inga underarter finns listade i Catalogue of Life.